# Villa Nova Atlético Clube
Maillots
Le Villa Nova Atlético Clube est un club brésilien de football basé à Nova Lima dans l'État du Minas Gerais. 

## Palmarès
- Serie B :
  - Champion : 1971
- Championnat du Minas Gerais :
  - Champion : 1932, 1933, 1934, 1935, 1951.